# Municipio de Odessa (Míchigan)
El municipio de Odessa (en inglés: Odessa Township) es un municipio ubicado en el condado de Ionia en el estado estadounidense de Míchigan. En el año 2010 tenía una población de 3778 habitantes y una densidad poblacional de 40,39 personas por km².

## Geografía
El municipio de Odessa se encuentra ubicado en las coordenadas 42°48′24″N 85°8′36″O / 42.80667, -85.14333. Según la Oficina del Censo de los Estados Unidos, el municipio tiene una superficie total de 93.54 km², de la cual 92,15 km² corresponden a tierra firme y (1,49 %) 1,4 km² es agua.

## Demografía
Según el censo de 2010, había 3778 personas residiendo en el municipio de Odessa. La densidad de población era de 40,39 hab./km². De los 3778 habitantes, el municipio de Odessa estaba compuesto por el 93,67 % blancos, el 0,29 % eran afroamericanos, el 0,29 % eran amerindios, el 0,64 % eran asiáticos, el 2,7 % eran de otras razas y el 2,41 % eran de una mezcla de razas. Del total de la población el 6,62 % eran hispanos o latinos de cualquier raza.